# Афричка сувоземска црква Судана
Афричка сувоземска црква Судана (енгл. Africa Inland Church Sudan) је једна од хришћанских црква у Јужном Судану. Има око 125 хиљада верника, 340 свештеника и приближно 180 заједница. Чланица је Већа цркава Новог Судана.

## Историјат
Прва мисија Афричке сувоземске цркве успостављена је 1885. године у месту Мачакос у Кенији. У наредном периоду, тачније од 1912. године започета је мисија на простору данађњег ДР Конга. Прво ширење вере ове цркве на територији Јужног Судана отпочето је 1949. године. Одлуком владе Судана сви мисионари морали су да напусте земљу 1955. године. То је убрзало школовање локалних свештеника, тако да већ 1972. црква постаје аутономна.

## Уређење и веровање
Највиши орган Афричке сувоземске цркве је Генерална скупштина, који управља регионалним и локалним већима. Верници славе божанство Исуса Христа и строго се придружавају начела Старог и Новог завета. Црква се бави хуманитарним радом и едукацијом.